# Beautiful Day
Beautiful Day – piosenka rockowej grupy U2, pochodzącą z ich wydanego w 2000 roku albumu All That You Can’t Leave Behind. Utwór został wydany jako singel i odniósł niespodziewanie duży sukces, osiągając status złotej płyty. Piosenka przyniosła zespołowi trzy nagrody Grammy w 2001.

## Kompozycja
Bono, wokalista zespołu, powiedział, że Beautiful Day opowiada o człowieku, który wszystko stracił, ale znalazł radość w tym, co mu pozostało (a man who has lost everything, but finds joy in what he still has).
Piosenka jest optymistycznym hymnem, rozpoczynającym się odgłosami bębnów, przechodzącymi później w dalsze rytmiczne dźwięki. Pierwsze wersy utworu są względnie ciche, do czasu refrenu, kiedy to do gry dołącza The Edge z charakterystycznymi gitarowymi riffami tej piosenki. The Edge nagrywał ją na swoim Gibsonie Les Paul, a na żywo odgrywał utwór na jego innej gitarze, Gibsonie Explorerze, który pomaga dodać wyraźne, unikatowe dźwięki, jakimi U2 debiutowało w latach 80.
W jednym z odcinków programu amerykańskiego kanału Sundance Channel, Iconoclast, lider zespołu R.E.M., Michael Stipe powiedział: „I love that song. I wish I'd written it. It makes me dance.” (Uwielbiam tę piosenkę. Chciałbym, aby była mojego autorstwa/Chciałbym być jej autorem. Sprawia, że chce mi się tańczyć.).
Beautiful Day w 2000 otrzymał nagrodę Grammy dla najlepszej piosenki roku.

## Występy
Zawsze, odkąd piosenka została po raz pierwszy wykonana na żywo, 24 marca 2001 w Miami, podczas koncertu rozpoczynającego trasę koncertową Elevation Tour, utwór był grany przy okazji każdego występu. W czasie tej trasy, Beautiful Day był zazwyczaj drugą wykonywaną piosenką, wyjątkami były dwa koncerty, kiedy utwór został wykonany pod koniec oraz jeden, gdy był pierwszą odegraną piosenką.
Wykonania live utworu zostały utrwalone na DVD: Elevation 2001: Live From Boston, U2 Go Home: Live From Slane Castle i Vertigo 2005: Live From Chicago, U2 360° Tour: Live at Rose Bowl. Piosenka została wykonana także podczas londyńskiego koncertu Live 8 w Hyde Parku, z nieco zmienionym ze względu na okoliczności tekstem. Zespół zagrał Beautiful Day także w Nowym Orleanie w trakcie Super Bowl XXXVI, z okazji pierwszego meczu New Orleans Saints w rodzinnym mieście po przejściu huraganu Katrina.

## Teledysk
Wideoklip ukazuje członków zespołu spacerujących po paryskim lotnisku Charles’a de Gaulle’a. Teledysk składa się także ze scen, w których grupa wykonuje piosenkę, a nad głowami jego członków lądują oraz startują ogromne odrzutowce.
Alternatywna wersja teledysku została natomiast nakręcona we francuskim mieście Èze. Została ona umieszczona na bonusowym dysku płyty The Best of 1990-2000, a także na U218 Videos.

## Sprzedaż w Polsce
Równocześnie z premierą brytyjską singiel Beautiful Day w 2 wersjach ukazał się także w Polsce. Wytwórnia poprzedziła go kampanią promocyjną przeprowadzoną przez majorsów. Jednak łączna sprzedaż do końca 2001 roku wyniosła 1200 egzemplarzy, co zapewniło grupie U2 pierwsze miejsce na liście sprzedaży małych płyt w Polsce na kilka tygodni.

## Lista utworów

### Wersja 1
1. Beautiful Day (wersja albumowa) (4:06)
2. Summer Rain (4:06)
3. Always (3:46)

To jest zwykłe, powszechne wydanie. Wydanie na kasecie zawierało, jako dodatek wyłącznie Sumer Rain. Na australijskiej edycji CD znajdowało się również nagranie wideo piosenki Last Night on Earth (na żywo z Meksyku).

### Wersja 2
1. Beautiful Day (wersja albumowa) (4:06)
2. Discotheque (wykonanie na żywo z Meksyku, 3 grudnia 1997) (5:10)
3. If You Wear that Velvet Dress (wykonanie na żywo z Meksyku, 3 grudnia 1997) (2:43)

To jest wydanie „na żywo”. Australijska edycja zawierała dodatkowo Last Night on Earth (na żywo z Meksyku).

### Wersja 3
1. Beautiful Day (wersja albumowa) (4:06)
2. Summer Rain (4:06)
3. Always (3:46)
4. Discotheque (wykonanie na żywo z Meksyku, 3 grudnia 1997) (5:10)
5. If You Wear that Velvet Dress (wykonanie na żywo z Meksyku, 3 grudnia 1997) (2:43)

Ta wersja płyty, z niemal wszystkimi dodatkowymi utworami, była dostępna jedynie w Japonii.

### Wersja „na żywo”
1. Beautiful Day (wykonanie na żywo ze Slane Castle) (4:34)

To jest wydanie cyfrowe, dostępne wyłącznie przez iTunes. Wykonanie piosenki zostało nawet wycięte z będącego zapisem koncertu DVD „U2 Go Home: Live from Slane Castle”.

## Pozycje
| Kraj i lista (2000)                           | Pozycja |
| --------------------------------------------- | ------- |
| Irlandia (Irish Singles Chart)                | 1       |
| Norwegia (Norway Top 20)                      | 1       |
| Polska                                        | 1       |
| Wielka Brytania (UK Singles Chart)            | 1       |
| Stany Zjednoczone (Billboard Hot 100)         | 21      |
| Stany Zjednoczone (Modern Rock Tracks)        | 5       |
| Stany Zjednoczone (Mainstream Rock Tracks)    | 14      |
| Stany Zjednoczone (Top 40 Mainstream)         | 19      |
| Stany Zjednoczone (Top 40 Tracks)             | 15      |
| Stany Zjednoczone (Hot Dance Music/Club Play) | 1       |
| Kanada (Canadian Singles Chart)               | 1       |
| Australia (ARIA)                              | 1       |
| Dania (Dutch Top 40)                          | 1       |